# Tina Ljung
Tina Ljung, egentligen Christina Elisabeth Björnsdotter Benthlin, född Ljung 12 december 1967 i Stockholm, är en svensk skådespelare, manusförfattare, stillbildsfotograf och repetitör.

## Filmmanus
- 1990 – The Forgotten Wells (Jagad i underjorden/Grottmorden)[3][4]

## Filmografi roller i urval
- 1987 – Silverhawk
- 1989 – Russian Terminator - Alexandra Danfort[5]
- 1989 – The Mad Bunch - reporter
- 1989 – Fatal Secret - Michelle
- 1990 – The Forgotten Wells - sjuksköterska
- 2003 – Den tredje vågen - polis utanför München Plaza